# Comité Paralímpico de Portugal
El Comité Paralímpico de Portugal es el comité paralímpico nacional que representa a Portugal. Esta organización es la responsable de las actividades deportivas paralímpicas en el país. Es miembro del Comité Paralímpico Internacional y del Comité Paralímpico Europeo.